# カルキーリーヤ県
カルキーリーヤ県 (アラビア語：محافظة قلقيلية、ヘブライ語：נפת קלקיליה)は、パレスチナ自治区のヨルダン川西岸地区北西部の県。
県都はカルキーリーヤ。
2014年7月1日の人口は10万8000人で、ヨルダン川西岸地区の3.9%を占め、11県中8位。
面積は166km²で、ヨルダン川西岸地区の2.9%を占め、11県中最小。
人口密度は650.6人/km²。

## 人口
- 1997年12月10日：7万2007人
- 2007年12月1日：9万1217人
- 2014年7月1日：10万8000人

## 隣接県
- 北：トゥールカリム県
- 東：ナーブルス県
- 南：サルフィート県
- 西：中央地区

## 主要都市
人口は2014年7月1日の値。
- カルキーリーヤ（英語版）：4万9400人(県都)